# Television
Television là ban nhạc rock người Mỹ, được thành lập tại New York vào năm 1973 và được công nhận là nghệ sĩ có ảnh hưởng lớn tới dòng nhạc punk và alternative. Television xuất hiện trong làn sóng nhạc rock tại New York thập niên 1970 cùng Patti Smith Group, Ramones, Blondie và Talking Heads. Cho dù những sản phẩm của họ thường được thu với thứ guitar nền khá giản lược như dòng nhạc punk đương đại, âm nhạc của nhóm vẫn được công nhận rộng rãi là vô cùng cân đối, cách tân và giàu kỹ thuật, mang ảnh hưởng từ avant-garde jazz và nhạc rock thập niên 1960. Album đầu tay của họ, Marquee Moon, luôn được coi là một trong những sản phẩm khai sinh ra thời kỳ nhạc punk.

## Danh sách đĩa nhạc
Album phòng thu
- Marquee Moon (1977)
- Adventure (1978)
- Television (1992)

Album trực tiếp
- The Blow-Up (1982)
- Live at the Academy, 1992 (2003)
- Live at the Old Waldorf (2003)

Album tuyển tập
- The Best of Television & Tom Verlaine (1998)

Đĩa đơn
- "Little Johnny Jewel, Part One" và "Little Johnny Jewel, Part Two" (1975)
- "Marquee Moon Part 1" và "Marquee Moon Part 2" (1977) #30 UK
- "Marquee Moon (Stereo)" và "Marquee Moon (Mono)" (1977)
- "Prove It" và "Venus" (1977) #25 UK
- "Foxhole" và "Careful" (1978) #36 UK
- "Glory" và "Carried Away" (1978)
- "Ain't That Nothin'" và "Glory" (1978)
- "Call Mr. Lee" (1992)